# 서성민 (1976년)
서성민(1976년 8월 22일 ~ )은 전 KBO 리그 현대 유니콘스의 외야수(우익수)이다.

## 출신학교
- 부산상업고등학교 (1995년 졸업)
- 연세대학교 (1995학번-1999년 졸업)